# Rivière Foucault
Der Riviére Foucault ist ein Fluss in der kanadischen Provinz Québec.

## Flusslauf
Der Rivière Foucault verläuft im äußersten Norden der Ungava-Halbinsel in der Verwaltungsregion Nord-du-Québec. Der 106 km lange Fluss fließt vom Lac Spartan in überwiegend nordwestlicher Richtung und mündet schließlich in den Fjord de Salluit, einer Bucht an der Nordküste der Ungava-Halbinsel, die sich zur Hudsonstraße hin öffnet. Der Fluss entwässert ein Areal von 3160 km². Wichtigster Nebenfluss ist der Rivière Gatin.

## Etymologie
Der Fluss wurde nach Simon Foucault (1699–1744) benannt.